# Alexej Kelin
Alexej Nikolajevič Kelin (* 5. září 1942 Pelhřimov) je český historik a publicista, v letech 2002–2007 a 2014–2019 člen Rady vlády pro národnostní menšiny a od roku 2018 ataman Vševelikého vojska donského v zahraničí. Je spoluautorem knihy Dějiny Ruska 20. století.[chybí lepší zdroj]

## Život

### Rodina
Jeho otec MUDr. Nikolaj Andrejevič Kelin (1896–1970) byl básníkem a lékařem. Pocházel z rodu donských kozáků. Bojoval v ruské občanské válce na straně bělogvardějců a v roce 1921 uprchl v rámci Ruské pomocné akce do Československa, kde vystudoval lékařskou fakultu Univerzity Karlovy. Sloužil jako praktický lékař v Želivi. Na konci války se rozhodoval, zda utéci s celou rodinou před Rudou armádou na západ. Od 19. května 1945 do 12. června 1945 byl v rukou Směrš; deportace na Sibiř byl ušetřen díky důstojníkovi, který měl také kozácké rodiče. Na konci roku 1945 byl zadržen československými orgány; propuštěn byl až v květnu 1945, protože se potvrdila jeho národní spolehlivost. Jeho dramatický život je zachycen v pamětech.Matka Olga (rozená Dubová) se narodila na Ukrajině a později emigrovala do Československa.

### Mládí
Kelin se narodil 5. září 1942 v Pelhřimově. Má bratra Jiřího. Absolvoval gymnázium a později vystudoval Fakultu elektrotechnickou ČVUT. Pracoval ve Výzkumném ústavu telekomunikací. Po invazi vojsk Varšavské smlouvy emigroval do západního Německa. Pomáhal pašovat tiskoviny do Sovětského svazu.

## Kariéra
V letech 2002–2007 a 2014–2019 působil v Radě vlády pro národnostní menšiny. Působil také jako předseda organizace Ruská tradice. V roce 2019 se zúčastnil česko-ruského fóra, jež zpětně označil za „naprosto nesmyslnou aktivitu“.
V roce 2022 obdržel Cenu Rudolfa Medka za „mimořádný přínos k uchování historického a kulturního odkazu demokratické části ruské emigrace po roce 1917 a za aktivní zapojení do společenských diskusí o vývoji moderního i soudobého Ruska a východní Evropy“.

## Názory
Je hlasitým kritikem Ruska, samotného Vladimira Putina označuje za „psychopatickou osobnost“. V rozhovoru z roku 2023 řekl: „Rusko vždy řídili různí zvrhlíci s jednou výjimkou idealisty Michaila Gorbačova“.
Miloše Zemana popsal jako „starého zahořklého muže“.
Jeho dlouholetým přítelem je historik a politolog Andrej Zubov.

## Překlady
- Nikolaj Andrejevič Kelin: Paměti donského Kozáka a českého lékaře (Brno, Jota 2022) ISBN 978-80-7689-005-3